# Ловкоопашата хутия
Ловкоопашатата хутия (Mysateles prehensilis) е вид бозайник от семейство Хутиеви (Capromyidae). Видът е почти застрашен от изчезване.

## Разпространение и местообитание
Разпространен е в Куба.